# ジャン＝バティスト・レスティブドゥア
ジャン＝バティスト・レスティブドゥア（Jean-Baptiste Lestiboudois 、1715年1月30日 - 1804年3月20日）は、フランスの植物学者、薬剤師である。彼の息子フランソワ・ジョセフ・レスティブドゥア（François Joseph Lestiboudois (1759-1815) ）、孫のガスパール・テミストクレス・レスティブドゥア（Thémistocle Gaspard Lestiboudoi（1797-1876）も植物学者として知られる。
現ノール県のドゥエーで生まれた。ドゥエーの病院とドゥエの大学で薬学を学んだ。1739年に薬剤師の資格を得た後、リールに移り、陸軍の主任薬剤師も務めた。1758年からバ・ラン県の陸軍本部の薬剤師を務め、この間、ケルンやブラウンシュヴァイク近くの植物の研究を行った。
1770年にリール大学の植物学の教授に任命され、1796年からリールのエコール・サントラル（École centrale du département du Nord à Lille）の博物学の教授を務めた。
ピエール・リケ（Pierre Rique）とともに、薬局方、 "Pharmacopoeia, jussu Senatus insulensis tertiary edita"を編集し、1774年に、リンネの分類法と、ジョゼフ・ピトン・ド・トゥルヌフォールの分類法を組み合わせた著作、"Carte de botanique"を発表した。

## 著作
- Pharmacopoea, jussu senatus insulensis tertio edita [a P.-J. Riquet et J.-B. Lestiboudois], 1772.
- Abrégé élémentaire de botanique, à l'usage de l'École de botanique de Lille, 1774.
- Zoologie élémentaire, ou Abrégé de l'histoire naturelle des animaux, à l'usage des jeunes commençans ( François Joseph Lestiboudoisと共著), 1802.